# Živanický návesní rybník
Živanický návesní rybník se nalézá jižním konci návsi obce Živanice v okrese Pardubice. Rybník je využíván místním dětským rybářským kroužkem jako rybářský revír.

## Galerie

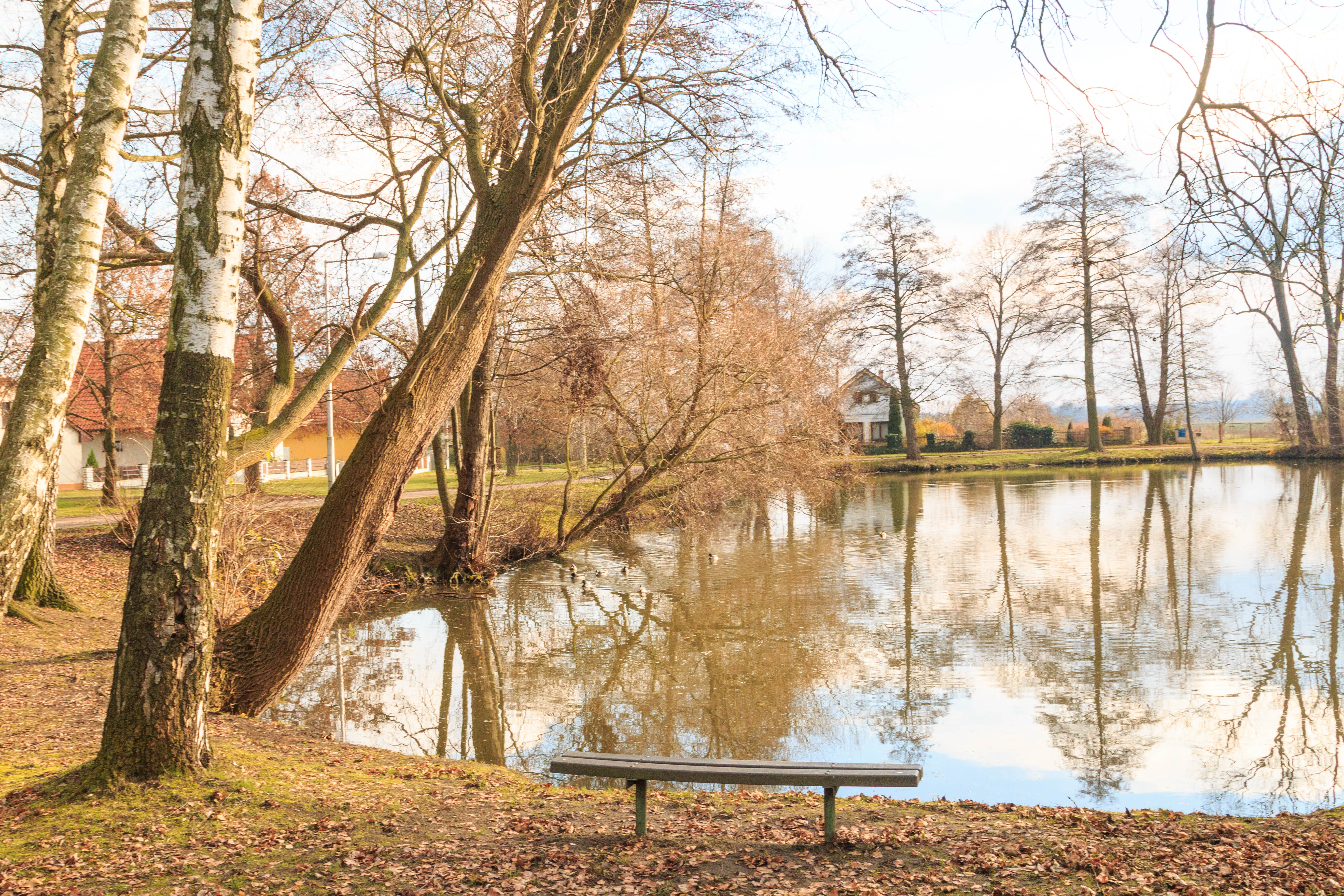
Živanický návesní rybník
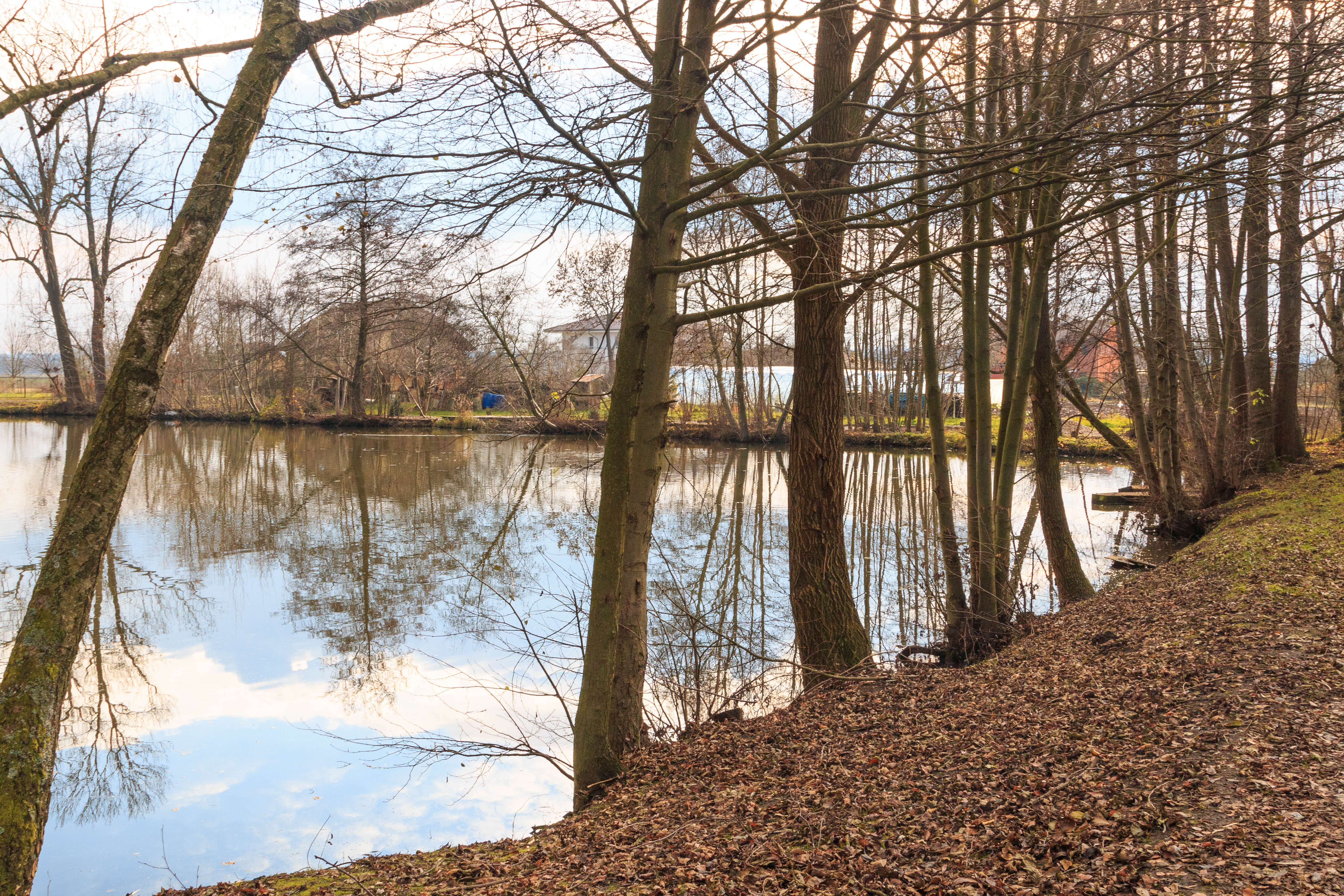
Živanický návesní rybník
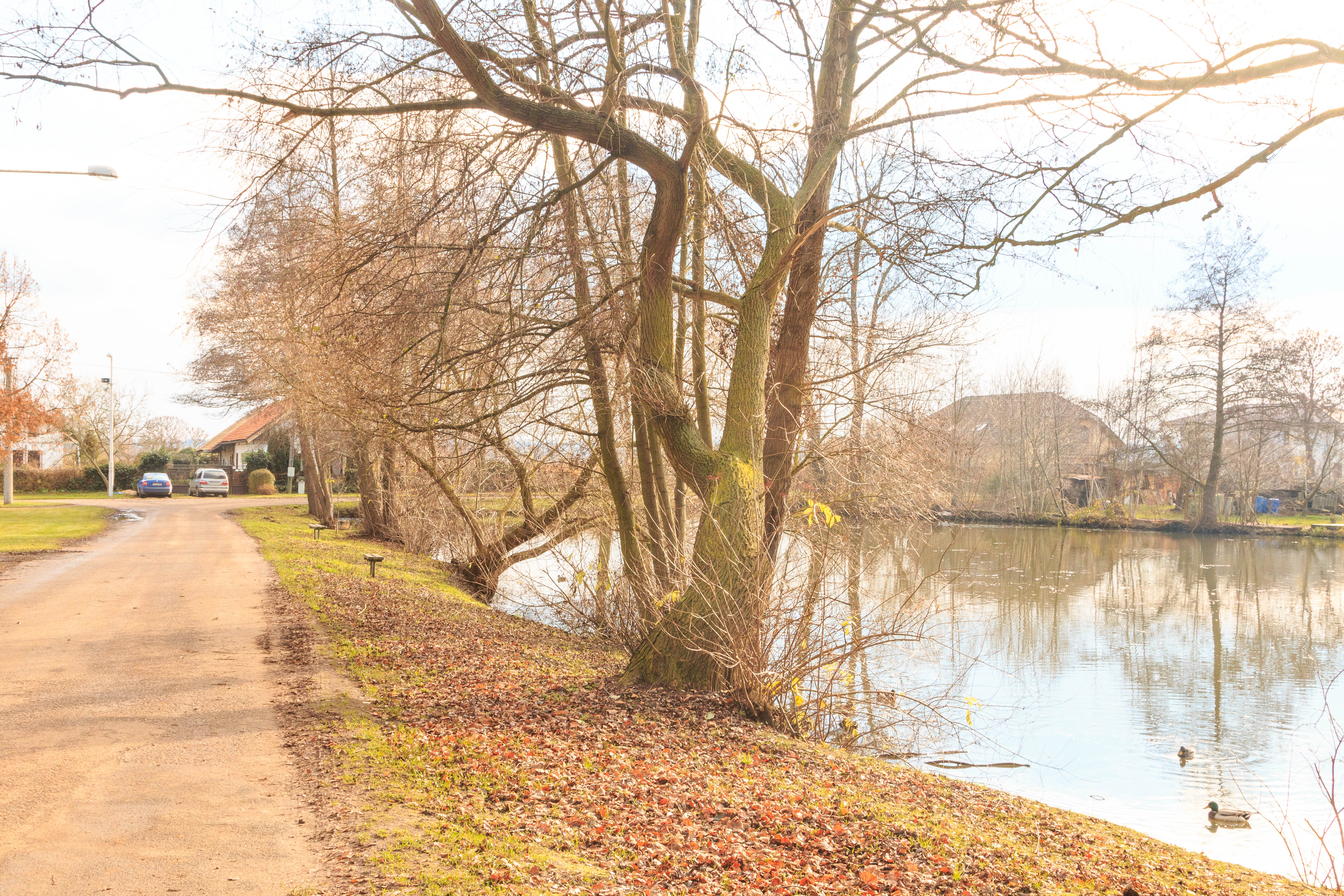
Živanický návesní rybník
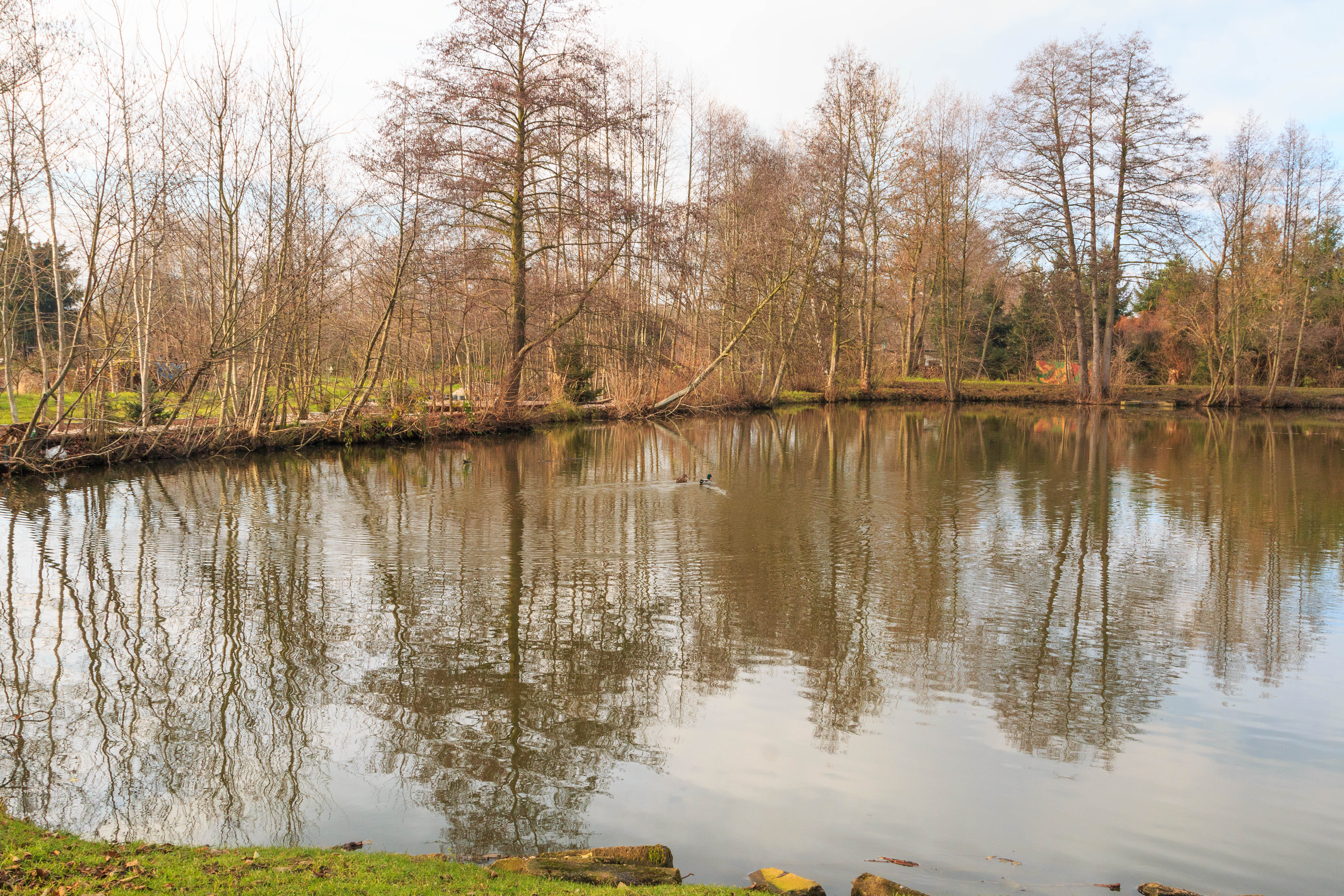
Živanický návesní rybník